# Dallas 362
Pour plus de détails, voir Fiche technique et Distribution.
Dallas 362 est un film américain de Scott Caan, sorti en 2003.

## Synopsis
Deux amis très proches voient leur amitié bouleversée quand l'un d'entre eux remet son mode de vie en question.

## Fiche technique
- Titre : Dallas 362
- Réalisation et scénario : Scott Caan
- Producteurs : Kip Konwiser et Gregory Sabatino
- Coproducteurs : Mary Leigh Hennings et Chad Marshall
- Producteurs exécutifs : Beau Flynn et Brian Williamson
- Producteur associé : Nicholas Middlesworth
- Musique : Danny Saber et Blues Saraceno
- Photographie : Phil Parmet
- Montage : Andrea Bottigliero
- Distribution des rôles : Mary Vernieu
- Création des décors : Chuck Voelter
- Décoration du plateau : Eden Barr
- Costumes : Sophie Carbonell
- Pays :  États-Unis
- Durée : 95 minutes
- Dates de sortie en salles :
  - États-Unis : 14 juin 2003 (CineVegas International Film Festival),  6 mai 2005 (limité)
  - Canada : 12 septembre 2003 (Toronto Film Festival)

## Distribution
- Scott Caan : Dallas
- Jeff Goldblum : Bob
- Shawn Hatosy : Rusty
- Kelly Lynch : Mary
- Heavy D : Bear
- Val Lauren : Christian Potter
- Bob Gunton : Joe
- Marley Shelton : Amanda
- Selma Blair : Peg
- Isla Fisher : Redhead
- Freddy Rodríguez : Rubin